# ديكستر راسيل رايت
ديكستر راسيل رايت هو سياسي أمريكي، ولد في 27 يونيو 1821، وتوفي في 23 يوليو 1886. انتخب عضو مجلس نواب كونيتيكت ‏.